# جائزة بريطانيا الكبرى 1983
جائزة بريطانيا الكبرى 1983 هو سباق فورمولا 1 أقيم بتاريخ 16 يوليو 1983 في حلبة سلفرستون، بريطانيا العظمى. كان التاسع من أصل 15 في بطولة العالم لسباقات الفورمولا واحد موسم 1983. حلّ الفرنسي ألن بروست أولا بينما جاء البرازيلي نيلسون بيكيه في المركز الثاني وحصل على المركز الثالث الفرنسي باتريك تامباي.